# حمام روستای نویزک
حمام روستای نویزک مربوط به دوره قاجار است و در شهرستان طالقان، روستای نویزک واقع شده و این اثر در تاریخ ۱۷ اسفند ۱۳۸۱ با شمارهٔ ثبت ۷۶۱۸ به‌عنوان یکی از آثار ملی ایران به ثبت رسیده است.